# محاصره کل (۱۷۰۳)
محاصره کِل در ۱۷۰۳ میلادی طی جنگ‌های جانشینی اسپانیا رخ داد. در این واقعه، نیروهای فرانسوی به فرماندهی دوک دی ویلار، قلعهٔ نظامی امپراتوری مقدس روم در کِل را تسخیر کردند. عملیات محاصره در ۲۰ فوریه ۱۷۰۳ میلادی آغاز شد و با وجود مقاومت آلمانی‌ها، در ۱۰ مارس با پیروزی فرانسه به پایان رسید.